# Inoma
Inoma is een geslacht van wantsen uit de familie van de Tingidae (Netwantsen). Het geslacht werd voor het eerst wetenschappelijk beschreven door Hacker in 1927.

## Soorten
Het genus bevat de volgende soorten:

- Inoma angusta Drake, 1942
- Inoma arrernte Cassis & Symonds, 2008
- Inoma breviseta Cassis & Symonds, 2008
- Inoma fuscata Cassis & Symonds, 2008
- Inoma innamincka Cassis & Symonds, 2008
- Inoma kalbarri Cassis & Symonds, 2008
- Inoma multispinosa Hacker, 1927
- Inoma silveira Cassis & Symonds, 2008
- Inoma solusa Cassis & Symonds, 2008
- Inoma stysi Cassis & Symonds, 2008